# Der Bien muss
Der Bien muss! ist eine Redewendung mit der Bedeutung, dass etwas unter allen Umständen zu erledigen ist; insbesondere, wenn man dazu gezwungen wird, obwohl es widersinnig ist. In Karl Friedrich Wilhelm Wanders Sprichwörter-Lexikon und im Lexikon der sprichwörtlichen Redensarten von Lutz Röhrich wird die Wendung auch mit dem Zusatz „ging es auch ans (ums) Leben“ zitiert.

## Herkunft

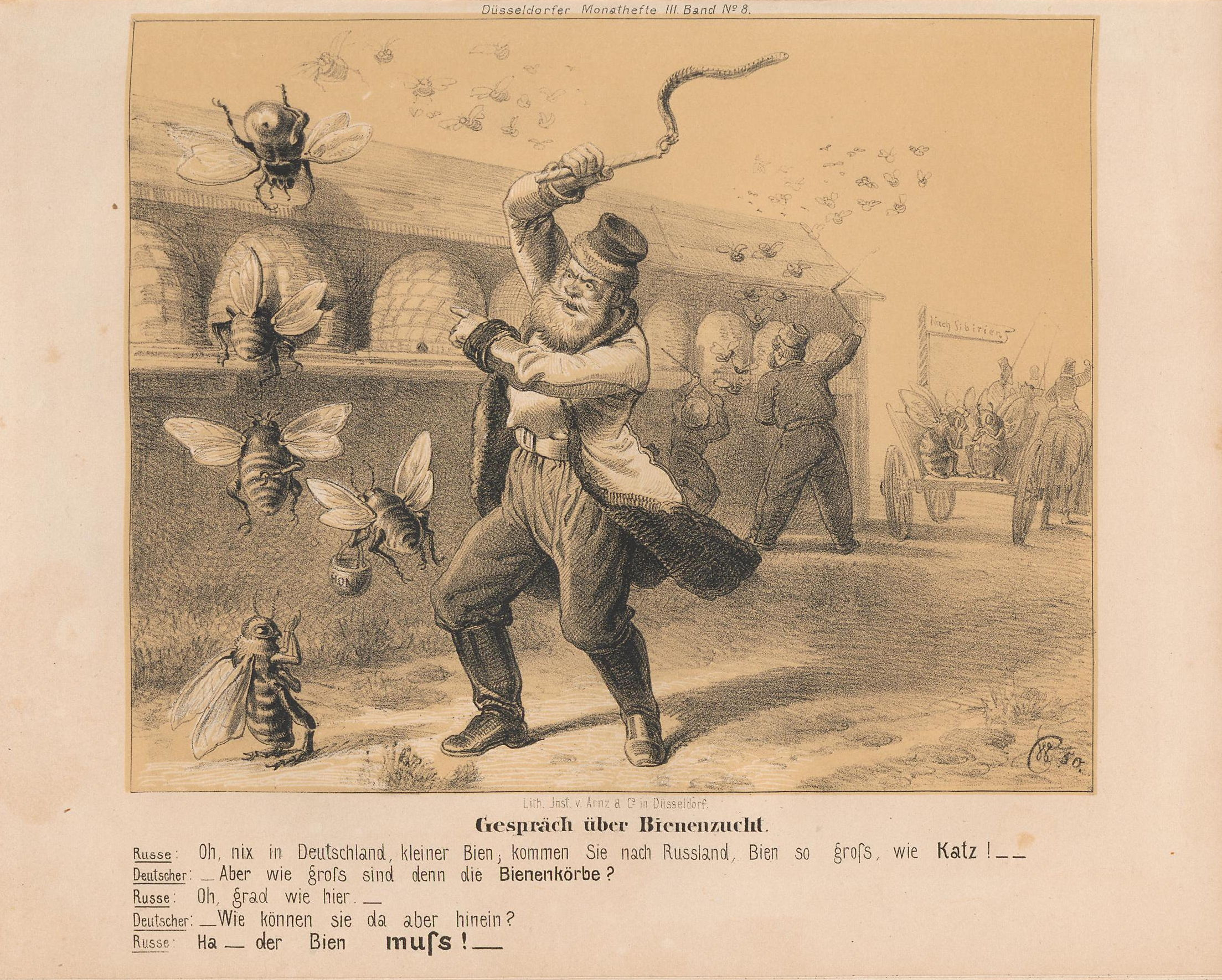
Wilhelm Camphausen: Gespräch über Bienenzucht. Düsseldorfer Monathefte 1850

Die Redewendung geht auf eine antirussische Karikatur des Düsseldorfer Malers Wilhelm Camphausen zurück, die 1850 in den Düsseldorfer Monatheften erschien. Die Bildunterschrift mit dem Titel Gespräch über Bienenzucht gibt einen Dialog zwischen einem Deutschen und einem Russen wieder. Der Russe behauptet, in Russland seien die Bienen so groß wie Katzen; auf die Frage des Deutschen, wie sie denn dann in die (normal großen) Bienenstöcke hineinkämen, antwortet er in seinem gebrochenen Deutsch: „Ha – der Bien muß!“ Die Zeichnung dazu zeigt einen hünenhaften Russen, der katzengroße Bienen trotz ihres verzweifelten Flehens mit der Knute in die Bienenkörbe zu prügeln versucht, während im Hintergrund Bienen „nach Sibirien“ deportiert werden. Wie andere Karikaturen in den Düsseldorfer Monatheften und ähnlichen Publikationen des deutschen Vormärz spielt die Zeichnung auf die politische Unterdrückung im Zarenreich an. Auch später wurde die sprichwörtlich gewordene Redewendung gern auf die politischen Verhältnisse in Russland bzw. der Sowjetunion bezogen.
Camphausen benutzte ein sehr viel älteres Lügenmärchen, das erstmals in einem Anhang zum Lalebuch von 1597 gedruckt wurde. Hier ist es Indien, wo die Bienen so groß wie Schafe sein sollen, und auf die Frage nach der Einschlupfmöglichkeit antwortet der Erzähler, darüber mache er sich keine Sorgen, das überlasse er den Bienen.